# حدیث نفس

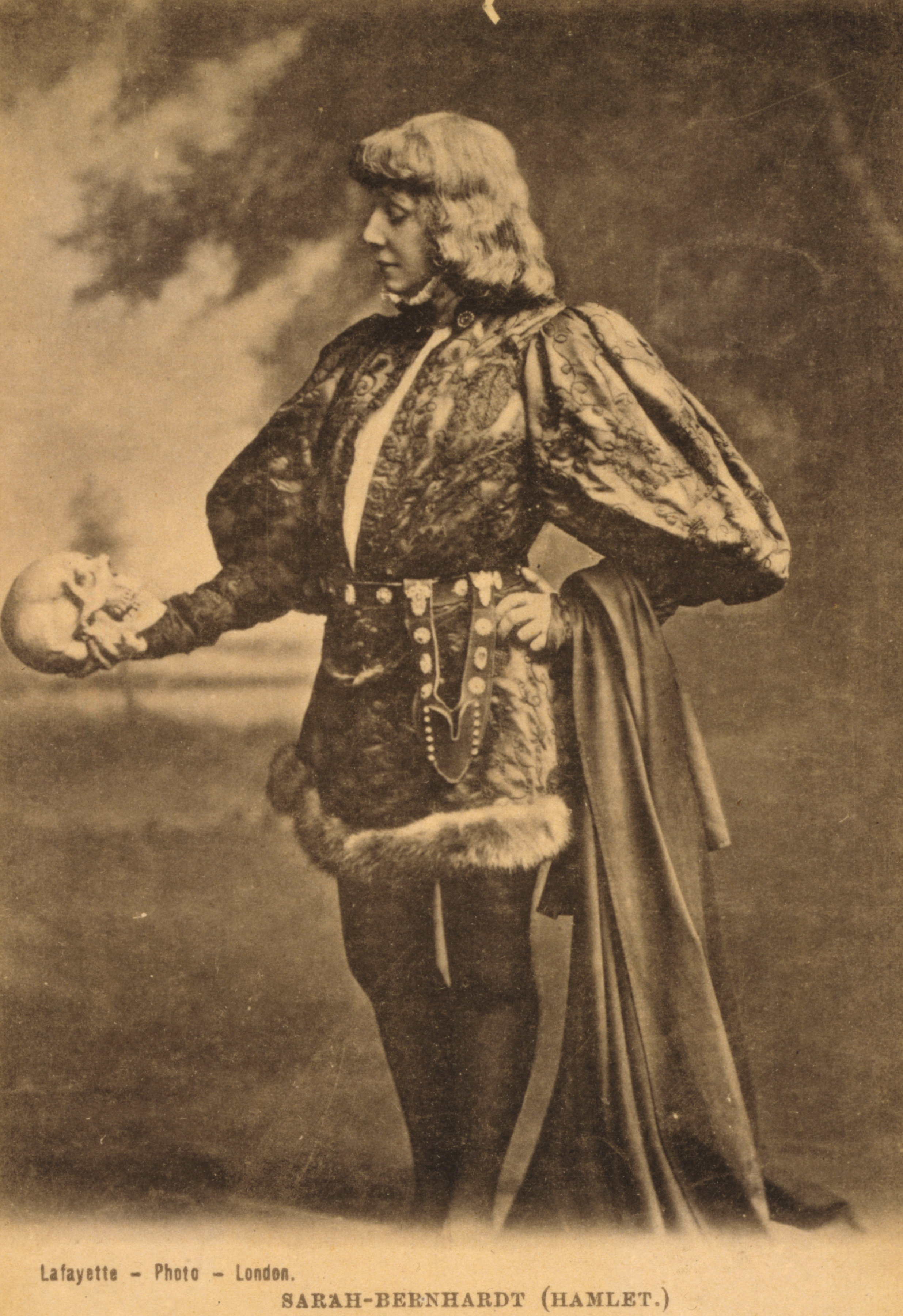
خودگویی

حدیث نفس یا خودگویی یکی از شگردهای ادبیات داستانی و ادبیات نمایشی است و آن گفتاری است که یکی از شخصیت‌های نمایش یا داستان به زبان می‌آورد و به‌طور قراردادی فاقد مخاطب است. این نوع گفتار معمولاً سیر اندیشه‌ها و افکار درونی شخص را بیان می‌کند. در بخش‌هایی از سمفونی مردگان و غصه‌ای و قصه‌ای این شگرد به کار گرفته شده‌است. تفاوت حدیث نفس با تک گویی نمایشی این است که حدیث نفس مخاطبی ندارد.